# 诺瓦克·伊隆瑙
诺瓦克·伊隆瑙（匈牙利語：Novák Ilona，1925年5月16日—2019年3月14日），匈牙利女子游泳运动员。她曾代表匈牙利参加1948年和1952年夏季奥林匹克运动会游泳比赛，其中1952年奥运会获得一枚金牌。